# Albany (Vermont)
Albany ist eine Town im Orleans County des Bundesstaates Vermont in den Vereinigten Staaten mit 976 Einwohnern (laut Volkszählung von 2020).

## Geografie

### Geografische Lage
Albany liegt im Südwesten des Orleans Countys. Die Town ist in erster Linie landwirtschaftlich geprägt. Der Black River durchfließt Albany in nordöstlicher Richtung. Das Gelände ist hügelig, ohne nennenswerte Erhebungen. Die höchste Erhebung ist der Holiday Hill mit 373 m Höhe. Im Südwesten befindet sich der Great Hosmer Pond.

### Nachbargemeinden
Alle Entfernungen sind als Luftlinien zwischen den offiziellen Koordinaten der Orte aus der Volkszählung 2010 angegeben.
- Nordosten: Irasburg, 7,2 km
- Osten: Barton, 21,3 km
- Südosten: Glover, 12,1 km
- Süden: Greensboro, 7,1 km
- Südwesten: Craftsbury, 5,9 km
- Westen: Eden, 22,1 km
- Nordwesten: Lowell, 13,3 km

### Stadtgliederung
In der Town Albany befindet sich das incorporated Village Albany und die Ansiedlungen Albany Center, East Albany und South Albany.

### Klima
Die mittlere Durchschnittstemperatur in Albany liegt zwischen −11,7 °C (11° Fahrenheit) im Januar und 18,3 °C (65° Fahrenheit) im Juli. Damit ist der Ort gegenüber dem langjährigen Mittel der USA um etwa 9 Grad kühler. Die Schneefälle zwischen Mitte Oktober und Mitte Mai liegen mit mehr als zwei Metern etwa doppelt so hoch wie die mittlere Schneehöhe in den USA. Die tägliche Sonnenscheindauer liegt am unteren Rand des Wertespektrums der USA, zwischen September und Mitte Dezember sogar deutlich darunter.

## Geschichte
Ausgerufen wurde Albany am 27. Juni 1781, den Grant für Albany bekamen am 26. Juni 1782 Colonel Henry E. Lutherloh und Major Thomas Cogswell sowie weitere. Die Town wurde Lutterloh nach Colonel Henry Emannuel Lutterloh benannt. Lutterloh war der stellvertretende Quartiermeister der Continentalen Armee von George Washington. Die Vermessung erfolgte 1788. Am 23. März 1806 fand die konstituierende Stadtversammlung statt. Am 13. Oktober 1815 wurde der Name zu Albany geändert. Bereits 1779 erreichte mit der Bayley–Hazen Military Road die erste Straße Albany.

### Einwohnerentwicklung
| Volkszählungsergebnisse – Town of Albany, Vermont | Volkszählungsergebnisse – Town of Albany, Vermont | Volkszählungsergebnisse – Town of Albany, Vermont | Volkszählungsergebnisse – Town of Albany, Vermont | Volkszählungsergebnisse – Town of Albany, Vermont | Volkszählungsergebnisse – Town of Albany, Vermont | Volkszählungsergebnisse – Town of Albany, Vermont | Volkszählungsergebnisse – Town of Albany, Vermont | Volkszählungsergebnisse – Town of Albany, Vermont | Volkszählungsergebnisse – Town of Albany, Vermont | Volkszählungsergebnisse – Town of Albany, Vermont |
| Jahr                                              | 1800                                              | 1810                                              | 1820                                              | 1830                                              | 1840                                              | 1850                                              | 1860                                              | 1870                                              | 1880                                              | 1890                                              |
| ------------------------------------------------- | ------------------------------------------------- | ------------------------------------------------- | ------------------------------------------------- | ------------------------------------------------- | ------------------------------------------------- | ------------------------------------------------- | ------------------------------------------------- | ------------------------------------------------- | ------------------------------------------------- | ------------------------------------------------- |
| Einwohner                                         | 12                                                | 101                                               | 253                                               | 683                                               | 920                                               | 1052                                              | 1224                                              | 1151                                              | 1138                                              | 995                                               |
| Jahr                                              | 1900                                              | 1910                                              | 1920                                              | 1930                                              | 1940                                              | 1950                                              | 1960                                              | 1970                                              | 1980                                              | 1990                                              |
| Einwohner                                         | 1028                                              | 920                                               | 840                                               | 810                                               | 748                                               | 704                                               | 560                                               | 528                                               | 705                                               | 782                                               |
| Jahr                                              | 2000                                              | 2010                                              | 2020                                              | 2030                                              | 2040                                              | 2050                                              | 2060                                              | 2070                                              | 2080                                              | 2090                                              |
| Einwohner                                         | 840                                               | 941                                               | 976                                               |                                                   |                                                   |                                                   |                                                   |                                                   |                                                   |                                                   |

## Wirtschaft und Infrastruktur

### Verkehr
Die Vermont State Route 14 verläuft von Nordosten nach Südwesten durch die Town, von Irasburg im Norden nach Craftsbury im Süden. Es gibt keine Bahnstation in Albany.

### Öffentliche Einrichtungen
In Albany gibt es kein eigenes Krankenhaus. Das nächstgelegene Krankenhaus ist das North Country Hospital & Health Care in Newport City.

### Bildung
Albany gehört zur Orleans Central Supervisory Union. In Albany befindet sich die Albany Community School, eine Grund- und Mittelschule mit Schulklassen bis zum achten Schuljahr.
Die Albany Town Library liegt an der Main Street.